# Christian Rasp
Christian Rasp (ur. 29 września 1989 w Ochsenfurcie) – niemiecki bobsleista, dwukrotny olimpijczyk (2018, 2022), wicemistrz olimpijski z Pekinu 2022, mistrz świata i Europy.

## Życie prywatne
Mieszka w Berchtesgaden. Pracuje w bawarskiej policji. Uprawiał także biegi sprinterskie - był mistrzem Niemiec U23 na 100 i 200 m.

## Udział w zawodach międzynarodowych
| Impreza            | Rok   | Gospodarz            | Konkurencja     | Miejsce |                      |      |            |         |    |
| ------------------ | ----- | -------------------- | --------------- | ------- | -------------------- | ---- | ---------- | ------- | -- |
| Impreza            | Rok   | Gospodarz            | Konkurencja     | Miejsce | Igrzyska olimpijskie | 2018 | Pjongczang | czwórki | 8. |
| 2022               | Pekin | czwórki              | 02 !            |         | Igrzyska olimpijskie |      |            |         |    |
| Mistrzostwa świata | 2017  | Schönau am Königssee | czwórki         | 01 !    |                      |      |            |         |    |
| Mistrzostwa świata | 2017  | Schönau am Königssee | konk. drużynowy | 01 !    |                      |      |            |         |    |
| Mistrzostwa świata | 2019  | Whistler             | czwórki         | 9.      |                      |      |            |         |    |
| Mistrzostwa świata | 2020  | Altenberg            | czwórki         | 02 !    |                      |      |            |         |    |
| Mistrzostwa świata | 2021  | Altenberg            | czwórki         | 03 !    |                      |      |            |         |    |
| Mistrzostwa Europy | 2017  | Winterberg           | czwórki         | 01 !    |                      |      |            |         |    |
| Mistrzostwa Europy | 2018  | Innsbruck            | czwórki         | 01 !    |                      |      |            |         |    |
| Mistrzostwa Europy | 2019  | Schönau am Königssee | dwójki          | 02 !    |                      |      |            |         |    |
| Mistrzostwa Europy | 2019  | Schönau am Königssee | czwórki         | 01 !    |                      |      |            |         |    |
| Mistrzostwa Europy | 2020  | Winterberg           | czwórki         | 01 !    |                      |      |            |         |    |
| Mistrzostwa Europy | 2021  | Winterberg           | czwórki         | 4.      |                      |      |            |         |    |
| Mistrzostwa Europy | 2022  | Sankt Moritz         | czwórki         | 5.      |                      |      |            |         |    |